# Verbandsgemeinde Landau-Land
Die Verbandsgemeinde Landau-Land ist eine Gebietskörperschaft im Landkreis Südliche Weinstraße in Rheinland-Pfalz. Der Verbandsgemeinde gehören 14 eigenständige Ortsgemeinden an, der Verwaltungssitz ist in der Stadt Landau in der Pfalz, die als Kreisfreie Stadt selbst weder zur Verbandsgemeinde noch überhaupt zum Landkreis gehört.

## Verbandsangehörige Gemeinden
| Ortsgemeinde                      | Fläche (km²) | Einwohner |
| --------------------------------- | ------------ | --------- |
| Billigheim-Ingenheim              | 22,95        | 3.831     |
| Birkweiler                        | 4,99         | 724       |
| Böchingen                         | 5,35         | 726       |
| Eschbach                          | 3,66         | 633       |
| Frankweiler                       | 6,86         | 877       |
| Göcklingen                        | 7,27         | 879       |
| Heuchelheim-Klingen               | 7,38         | 806       |
| Ilbesheim bei Landau in der Pfalz | 6,07         | 1.146     |
| Impflingen                        | 5,18         | 963       |
| Knöringen                         | 2,52         | 443       |
| Leinsweiler                       | 5,80         | 519       |
| Ranschbach                        | 1,19         | 623       |
| Siebeldingen                      | 6,07         | 1.049     |
| Walsheim                          | 5,15         | 628       |
| Verbandsgemeinde Landau-Land      | 90,43        | 13.847    |

(Einwohner am 31. Dezember 2023)

## Geschichte
Die Verbandsgemeinde Landau-Land wurde im Rahmen der in den 1960er Jahren begonnenen rheinland-pfälzischen Gebiets- und Verwaltungsreform auf der Grundlage des „Dreizehnten Landesgesetzes über die Verwaltungsvereinfachung im Lande Rheinland-Pfalz“ vom 1. März 1972, in Kraft getreten am 22. April 1972, neu gebildet.
Statistik zur Einwohnerentwicklung
Die Entwicklung der Einwohnerzahl bezogen auf das heutige Gebiet der Verbandsgemeinde Landau-Land; die Werte von 1871 bis 1987 beruhen auf Volkszählungen:
| Jahr | Einwohner |
| 1815 | 14.051    |
| 1835 | 14.731    |
| 1871 | 13.124    |
| 1905 | 12.300    |
| 1939 | 12.421    |
| 1950 | 13.445    |

| Jahr | Einwohner |
| 1961 | 13.055    |
| 1970 | 13.433    |
| 1987 | 12.955    |
| 1997 | 13.747    |
| 2005 | 14.144    |
| 2023 | 13.847    |

## Politik

### Verbandsgemeinderat
Der Verbandsgemeinderat Landau-Land besteht aus 28 ehrenamtlichen Ratsmitgliedern, die bei der Kommunalwahl am 9. Juni 2024 in einer personalisierten Verhältniswahl gewählt wurden, und dem hauptamtlichen Bürgermeister als Vorsitzendem.
Die Sitzverteilung im Verbandsgemeinderat:
| Wahl | SPD | CDU | Grüne | FDP | FWG | Gesamt   |
| ---- | --- | --- | ----- | --- | --- | -------- |
| 2024 | 8   | 8   | 3     | 1   | 8   | 28 Sitze |
| 2019 | 9   | 7   | 4     | 2   | 6   | 28 Sitze |
| 2014 | 9   | 9   | 3     | 2   | 5   | 28 Sitze |
| 2009 | 10  | 8   | 2     | 3   | 5   | 28 Sitze |
| 2004 | 9   | 10  | 2     | 2   | 5   | 28 Sitze |

- FWG = Freie Wählergruppe Landau-Land e. V.

### Bürgermeister
Bürgermeister der Verbandsgemeinde Landau-Land ist seit 2011 Torsten Blank (SPD). Bei der Direktwahl am 26. Mai 2019 wurde er mit einem Stimmenanteil von 67,6 % für weitere acht Jahre in seinem Amt bestätigt.

### Wappen
Die Wappenbeschreibung lautet: „In von Silber und Grün geteiltem Schildbord unter blauem Schildhaupt, darin ein schwebendes silbernes Kreuz, beseitet rechts von einem silbernen Mühlrad, links von einer silbernen Kastanie mit zwei silbernen Blättern, durch Zinnenschnitt geteilt in Gold eine grüne Weintraube.“
Das Wappen wurde 1985 von der Bezirksregierung Neustadt genehmigt. Die Weintraube symbolisiert den die Verbandsgemeinde prägenden Weinbau.